# Le montagne d'argento
Le montagne d'argento (銀嶺の果て?, Ginrei no hate) è un film del 1947 diretto da Senkichi Taniguchi.
In occidente è conosciuto anche come Snow Trail, Three Villains of the Mountain Hut, To the End of the Silver Mountains e To the End of the Snow-Capped Mountains.

## Trama
Eijima, Nojiri e Takasugi sono dei ladri che, dopo avere rapinato una banca, scapparono dalla polizia rifugiandosi su una montagna. I tre criminali cercarono un modo per fuggire, ma furono ostacolati da una bufera di neve. La polizia stava ormai raggiungendo i tre ladri, ma una valanga travolse Takasugi, che morì sul colpo; Eijima e a Nojiri furono però in grado di fuggire dalla polizia, che rimase bloccata.
I due fuggitivi trovarono ospitalità in un rifugio di montagna, abitato da Haruko e il suo nonno; quel giorno anche Honda, un esperto scalatore, si trovava nel rifugio. Nessuno in quell'edificio sapeva di trovarsi di fronte a dei criminali, che vennero trattati benissimo dai padroni di casa. I due ladri però, a causa della valanga, non avevano più vie di fuga, ed Eijima rischiava di far saltare la loro copertura a causa della sua agitazione.

## Produzione
La sceneggiatura è di Akira Kurosawa. Si tratta del film di esordio di Toshirō Mifune, poi divenuto uno dei più famosi attori giapponesi. Mifune e l'altro protagonista del film, Takashi Shimura, divennero grandi collaboratori del regista Kurosawa.